# دانش‌آموز رفوزه به آقای مدیر چشمک زد
دانش‌آموز رفوزه به آقای مدیر چشمک زد (انگلیسی: La ripetente fa l'occhietto al preside) یک فیلم کمدی سکسی سبک ایتالیایی به کارگردانی ماریانو لائورنتی است که در سال ۱۹۸۰ منتشر شد.

## گزیدهٔ بازیگران
- آنا ماریا ریتسولی
- لینو بانفی
- آلوارو ویتالی
- کارلو اسپوزیتو
- والتر والدی
- کریس آورام
- لئو کولونا
- لوردانا مارتینز